# (6400) Georgealexander
(6400) Georgealexander es un asteroide perteneciente al cinturón de asteroides, región del sistema solar que se encuentra entre las órbitas de Marte y Júpiter.
Fue descubierto el 10 de abril de 1991 por Eleanor F. Helin  desde el Observatorio Palomar.

## Designación y nombre
Designado provisionalmente como 1991 GQ1, fue nombrado en honor a George Alexander, quien trabajó en el Laboratorio de Propulsión a Reacción como gerente de asuntos públicos. Lleva casi 40 años comunicando la ciencia y la exploración espacial al público. Después de siete años como reportero de la revista Aviation Week , pasó a Newsweek en 1967 y escribió todas las historias de portada sobre el programa lunar Apolo. Alexander dejó Newsweek para convertirse en escritor científico de Los Angeles Times, y ganó varios premios importantes a la excelencia en la redacción científica. Se familiarizó mucho con el JPL a través de su cobertura de las misiones Viking, Voyager y otras, y se unió al personal en 1988. Fue presidente de la Asociación Nacional de Escritores Científicos y del Consejo para el Avance de la Escritura Científica en la década de 1970 y 1980.

## Características orbitales
(6400) Georgealexander está situado a una distancia media del Sol de 3,015 ua, pudiendo alejarse hasta 3,479 ua y acercarse hasta 2,550 ua. Su excentricidad es 0,154 y la inclinación orbital 12,716 grados. Emplea 1911,98 días en completar una órbita alrededor del Sol.
Los próximos acercamientos a la órbita de Júpiter ocurrirán el 9 de septiembre de 2025, el 14 de junio de 2072 y el 3 de enero de 2110.

## Características físicas
La magnitud absoluta de (6400) Georgealexander es 12,10. Tiene 12,100 km de diámetro y su albedo se estima en 0,399.